# Alsócsebény
Alsócsebény (szlovákul: Nižné Čabiny) Csebény településrésze, 1994 előtt önálló község Szlovákiában, az Eperjesi kerület Mezőlaborci járásában.

## Fekvése
Mezőlaborctól 10 km-re délre fekszik. Csebénynek a Laborc bal partján fekvő részét alkotja.

## Története
1478-ban „Also Chebinye” néven említik először, részben a homonnai uradalom, részben az izbugyai uradalom része volt. 1658-tól a Barkóczy család birtoka. 1715-ben malma és 16 háztartása volt. 1787-ben 56 házában 428 lakos élt.
A 18. század végén Vályi András így ír róla: „Alsó Csebinye. Tót falu Zemplén Vármegyében, földes Urai Szirmai Uraság, lakosai oroszok, fekszik Horbokhoz nem meszsze, határja két nyomásbéli, tsupán tavaszit, és rozsot terem, kaszállója meglehetös, legelője elegendő, fája mind a’ kétféle, malma helyben, itatója jó, piatzozása Homonnán, melly javaira nézve, harmadik Osztálybéli.”
Fényes Elek 1851-ben kiadott geográfiai szótárában így ír a faluról: „Alsó- Felső- és Horbok-Csebinye, 3 orosz falu, Zemplén vármegyében, 12 r., 998 g. kath., 14 zsidó lak. Gör. anyaszentegyház. Az elsőnek szántóföldje 1195 hold, s földesura Szirmay, a másodiknak szántóföldje 707 hold, s földesura Szirmay; a harmadiknak földje 474 hold s földesurai többen.”
Borovszky Samu monográfiasorozatának Zemplén vármegyét tárgyaló része szerint: „Alsócsebény, laborczvölgyi ruthén kisközség. Van benne 58 ház és 333 gör.-kath. vallású lakos. Azelőtt Alsó-Csebinye volt a neve, de említik Czebine néven is. A homonnai uradalomhoz tartozott és már 1478-ban a Homonnai Drugethek voltak az urai; de a Zbugyaiaknak is volt itt részük. 1658-ban a Barkóczyaké, később a Szirmay családé, a mult század elején az Andrássyaké és jelenleg gróf Andrássy Gézának van itt nagyobb birtoka. A község határában kénes víz található. A községben van távíró és vasúti állomás, postája Hegyescsaba. Templom nincs a faluban.”
A 20. század elején az Andrássy család birtoka lett. Kiterjedt erdőkkel és legelőkkel rendelkezett. 1910-ben 359, többségben ruszin lakosa volt, jelentős német kisebbséggel. 1913-ban Hegyescsabát csatolták hozzá. 1914-15 telén az orosz hadsereg téli offenzívája során elpusztult. A faluban nagy első világháborús temető található. 1920 előtt Zemplén vármegye Mezőlaborci járásához tartozott, ezután az új csehszlovák államhoz csatolták.
Területén a szlovák nemzeti felkelés idején jelentős partizántevékenység folyt. 1944. szeptember 21-én egy német vonatszerelvényt repítettek itt a levegőbe. A felszabadító harcok során 13 háza égett le.
1994-ben Felsőcsebénnyel egyesítették Csebény néven.

## Lásd még
- Csebény
- Felsőcsebény